# Blapstinus tibialis
Blapstinus tibialis es una especie de escarabajo del género Blapstinus, familia Tenebrionidae, orden Coleoptera. Fue descrita científicamente por Champion, 1885.

## Descripción
Mide 5,5-7,0 milímetros de longitud.

## Distribución
Se distribuye por Estados Unidos y Guatemala.